# Philipp Zeller
Philipp Zeller (Munique, 23 de março de 1983) é um jogador de hóquei sobre a grama alemão que já atuou pela seleção de seu país. É irmão do também jogador Christopher Zeller.

## Carreira

### Olimpíadas de 2008
Nos Jogos de Pequim de 2008, Philipp e seus companheiros de equipe levaram a seleção alemã ao título do torneio olímpico. Após terminar a fase de grupos na segunda colocação, a Alemanha venceu os Países Baixos na semifinal pelo placar de 4 a 3. A grande final, disputada em 23 de agosto daquele ano, terminou com a vitória de 1 a 0 da Alemanha sobre a Espanha, dando a medalha de ouro para Philipp. O único gol da partida decisiva foi marcado aos 16 minutos de jogo por Christopher Zeller, irmão de Philipp.

### Olimpíadas de 2012
Philipp Zeller conquistou uma medalha de ouro nas Olimpíadas de Londres de 2012. A Alemanha terminou a fase inicial do torneio olímpico em segundo lugar do seu grupo, atrás dos Países Baixos. Na semifinal os alemães derrotaram a Austrália por 4 a 2, e na grande final enfrentaram os neerlandeses. Philipp ajudou sua equipe na vitória por 2 a 1 sobre a seleção dos Países Baixos, conquistando assim o ouro.